# オープン・スペース・テクノロジー

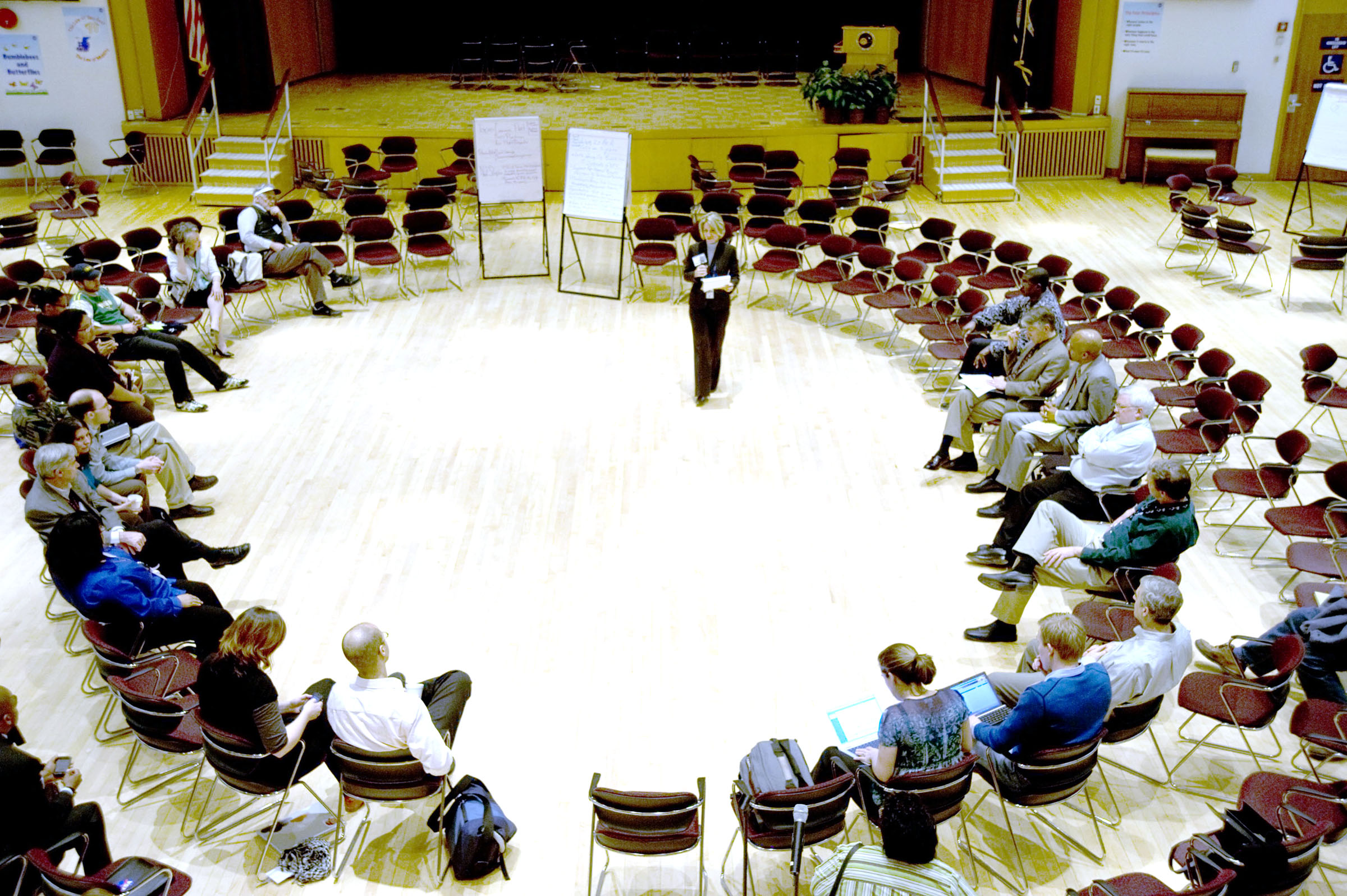
NASAゴダード宇宙飛行センターで行われたOST

オープン・スペース・テクノロジー（英語: Open Space Technology）とは、会議での討論のやり方（ファシリテーション）の形式の1種。頭字語でOSTと略すこともある。

## 概要
1985年にハリソン・オーウェン（英: Harrison Owen）によって提唱された。
5人から2000人といった小人数から大人数にまで一堂に会して行えるのが特徴である。参加者が課題を提案してミーティングを行う仲間を募り、課題を解決するプロジェクトを創出することができる。参加者の当事者意識や自発性を喚起するとともに、参加者の主体的な発案、対話を促す。

## 用途
新製品の開発、組織の再生といった大規模で複雑な対立が多い課題の解決策を産むのに効果的である。
いろいろなグループが参加しており、それぞれのグループ間で複雑な対立を生じやすい課題や、課題解決のために継続的な参加が必要とされている場合、解決策を見出すためには組織全体で取り組む必要性を感じている場合などに効果的である。

## 実践方法の一例
以下にオープン・スペース・テクノロジーの実践方法の例を示す。
1. 参加者全員で、オープン・スペース・テクノロジーのやり方を共有する。
2. 参加者各自は、自分が話し合いたい課題、テーマのアイディアを発表する。
3. 参加者が上で発表されたテーマの中から参加したいものを選択する。
4. テーマごとにミーティングを行う。
5. 全体でアクションプランの制定や、意見の共有を行う。

オープン・スペース・テクノロジーでは、自発性を最大限に引き出すことが重要とされ、テーマごとのミーティングに参加している途中で、自分が期待していた内容と違うと感じたとき、自分がそのテーマに貢献できないと感じたときには、別のテーマのミーティングに移動することが推奨されている。

## 実績
2012年時点で、世界123カ国で開催され、何百万人の人々によって、10万回以上行われている。 
1996年アトランタオリンピックや南アフリカ共和国でのポストアパルトヘイトの活用実績がある。新規商品の開発、企業の合併、地域コミュニティサービス、民族対立まで、幅広く大きな成果を生む実績をあげている。